# Turcoraphidia
Turcoraphidia is een geslacht van kameelhalsvliegen uit de familie van de Raphidiidae. 
Turcoraphidia werd voor het eerst wetenschappelijk beschreven door H. Aspöck & U. Aspöck in 1968.

## Soorten
Het geslacht Turcoraphidia omvat de volgende soorten:
- Turcoraphidia acerba (H. Aspöck & U. Aspöck, 1966)
- Turcoraphidia amara (H. Aspöck & U. Aspöck, 1964)
- Turcoraphidia flavinervis (Navás, 1927)
- Turcoraphidia fuscinata (H. Aspöck & U. Aspöck, 1964)
- Turcoraphidia hethitica H. Aspöck et al., 1984